# سیارک ۱۶۰۱۲
سیارک ۱۶۰۱۲ (به انگلیسی: 16012 Jamierubin، نامگذاری:1999CG19) شانزده هزار و دوازدهمین سیارک کشف شده‌است که در ۱۰ فوریه ۱۹۹۹ کشف شد.
قدر مطلق سیارک برابر ۱۴.۸ است.